# Eestimaa Ühendatud Vasakpartei
Die Eestimaa Ühendatud Vasakpartei (deutsch Estländische Vereinigte Linkspartei, EÜVP) ist eine estnische politische Partei. Sie ist Mitglied der Partei Europäische Linke. Die Partei sieht sich als politische Vertreterin der russischsprachigen Minderheit in Estland.

## Geschichte
Im Juni 2008 fusionierte die Estnische Linkspartei mit der Verfassungspartei zur Eestimaa Ühendatud Vasakpartei.

## Wahlergebnisse
| Jahr | Stimmen            | Anteil             | Mandate            | Platz              |
| ---- | ------------------ | ------------------ | ------------------ | ------------------ |
| 2011 | nicht teilgenommen | nicht teilgenommen | nicht teilgenommen | nicht teilgenommen |
| 2015 | 764                | 0,1 %              | 0/101              | 10.                |
| 2019 | 510                | 0,1 %              | 0/101              | 11.                |
| 2023 | 14.605             | 2,4 %              | 0/101              | 7.                 |

| Jahr | Stimmen | Anteil | Mandate | Platz |
| ---- | ------- | ------ | ------- | ----- |
| 2009 | 3.519   | 0,9 %  | 0/6     | 10.   |
| 2014 | 226     | 0,1 %  | 0/6     | 17.   |
| 2019 | 221     | 0,1 %  | 0/7     | 13.   |